# باچویشته
باچویشته (به صربی: Bačvište) یک روستا در صربستان است که در ولادیچین خان واقع شده‌است. باچویشته ۶۵ نفر جمعیت دارد.